# Manipulation (film, 2015)
Pour plus de détails, voir Fiche technique et Distribution.
Manipulation (Careful What You Wish For) est un film américain réalisé par Elizabeth Allen, sorti en 2015.

## Synopsis
Doug Martin est un jeune adolescent de 17 ans qui passe l'été avec ses parents dans leur maison du lac. Lorsque le riche banquier d'investissement Elliot Harper s'installe à côté, Doug se retrouve immédiatement attiré par la jeune femme d'Elliot, Lena Harper. Elliot engage Doug pour travailler sur son voilier, ce qui donne à Doug une occasion pour s'approcher de Lena, qui est souvent seule car Elliot voyage pour affaires. Finalement, Lena et Doug commencent une liaison. Lena avertit constamment Doug de la nature possessive et jalouse d'Elliot. Ils utilisent pour communiquer des téléphones prépayés. Lena montre également des signes de violence physique, qui, selon elle, proviennent d'Elliot.
Une nuit, Lena appelle Doug à la maison, où il trouve Elliot mort par terre. Lena affirme qu'il l'a attaquée et qu'elle l'a tué accidentellement lorsqu'elle a riposté. Après une grande appréhension de la part de Doug, Lena le convainc de l'aider à dissimuler son rôle dans la mort d'Elliot. Peu de temps, Angie Alvarez, une enquêtrice en assurance, intervient pour enquêter sur la mort d'Elliot, en raison du règlement important de 10 millions de dollars que Lena est maintenant sur le point de recevoir de son assurance-vie. Les soupçons tombent rapidement sur Doug, et il devient nerveux à cause de l'attention accrue que lui portent Angie et le shérif de la ville. 
Alors que l'enquête se fait de plus en plus pressante, Doug se rend compte que Lena l'a manipulé tout ce temps, dans l'intention de le piéger pour le meurtre d'Elliot. Elle prétend qu'au lieu d'unerelation consentie, Doug l'avait traquée et violée, puis a tué Elliot dans une rage jalouse. Doug tente de prouver son innocence, mais sans succès. Par exemple, un jardinier des Harper qui avait vu Doug et Lena ensemble se révèle assassiné avant que la police ne puisse lui parler.
Avec la police prête à l'arrêter et avec Lena ayant reçu l'argent de l'assurance, Doug la suit dans un hôtel où elle se trouve avec Angie, dans l'intention de récupérer l'un des téléphones portables prépayés que lui et Lena ont utilisés pour preuve. C'est là que Doug se rend compte qu'Angie est en fait l'amante de Lena et qu'elle est sa complice depuis le début. Dans un geste de compassion, Léna décide de laisser à Doug le téléphone portable, qui contient les preuves à décharge dont il a besoin. Angie et Lena fuient le pays dans un avion privé.
Dans la voix off de clôture, Doug explique comment il a finalement été envoyé en prison, mais avec des charges réduites pendant une courte période. Lena et Angie sont toujours en fuite.

## Fiche technique
- Titre original : Careful What You Wish For
- Titre français : Manipulation
- Réalisation : Elizabeth Allen
- Scénario : Chris Frisina
- Photographie : Rogier Stoffers
- Musique : Josh Debney et The Newton Brothers
- Pays d'origine : États-Unis
- Genre : thriller
- Date de sortie : 2015

## Distribution
- Nick Jonas : Doug Martin
- Isabel Lucas : Lena Harper
- Paul Sorvino : Sheriff Big Jack
- Dermot Mulroney : Elliot Harper
- David Sherrill : Brian Martin
- Kiki Harris : Emily Martin
- Graham Rogers : Carson
- John Driskell Hopkins : Gus
- Marc Macaulay : Gordon
- Kandyse McClure : Angela « Angie » Alvarez
- Jay Potter : Richard